# Ebu Gogo
Gli Ebu Gogo sono un gruppo di creature umanoidi facenti parte del folklore di Flores, in Indonesia. Nel linguaggio dei Nage, la parola ebu significa "nonna", mentre gogo significa "colui che mangia di tutto". Un equivalente colloquiale in italiano sarebbe "anziano ghiottone".

## Nel folclore
La popolazione Nage descrive gli Ebu Gogo come abili camminatori e veloci corridori, di circa 1,50 metri di altezza. Dalle loro descrizioni, pare avessero nasi larghi e piatti, facce larghe con grandi bocche e peli corporei. Le femmine di Ebu Gogo, presentavano anche "lunghi e penzolanti seni". Si dice anche che avessero un loro linguaggio, ma che potessero anche ripetere ciò che gli veniva detto, in modo simile ai pappagalli.
Le leggende in relazione agli Ebu Gogo sono tradizionalmente attribuite alle scimmie, secondo la rivista Nature.
Un articolo di New Scientist aggiunge il seguente racconto alla leggenda: nel diciottesimo secolo gli abitanti del villaggio di Flores, donarono alla loro popolazione della fibra di palma, per crearsi dei vestiti, ma quando gli Ebu Gogo la portarono nella propria caverna, gli abitanti lanciarono un tizzone ardente all'interno, provocando un incendio e uccidendo tutta la popolazione all'interno della caverna (anche se alcuni di essi probabilmente fuggirono nella foresta).
Circolano anche leggende che parlano di rapimenti di bambini da parte degli Ebu Gogo, nella speranza che gli potessero insegnare a cucinare. In queste leggende, i bambini riuscivano sempre a fuggire grazie alla maggiore astuzia nei loro confronti.